# 富澤たけし
富澤 たけし（とみざわ たけし、1974年〈昭和49年〉4月30日 - ）は、日本のお笑いタレント、俳優。お笑いコンビサンドウィッチマンのボケ（一部のコントではツッコミ）担当。相方は伊達みきお。本名、富澤 岳史（読み同じ）。
東京都板橋区生まれ。グレープカンパニー所属。

## 略歴
生後半年で愛知県名古屋市守山区に移住、さらに1980年（昭和55年）に新潟県新潟市（現・同市中央区）に移住したのち、1984年（昭和59年）から宮城県泉市（現・仙台市泉区）で育った。いずれも父の転勤による。
仙台市立南光台中学校、仙台商業高等学校卒業。高校生の頃から普通の会社員にはなりたくはなかったため、役者やモノを作り上げる人間になりたいと漠然と思い始め、卒業間近になっても芸能人かクリエイターという夢を捨てたくなかったことから、高校卒業後は就職もせずアルバイト生活に入る。
1995年（平成7年）に創立された吉本興業仙台事務所（仙台吉本）への所属を目標に、最初はラグビー部の同級生の伊達みきおを誘ったが断られ、小学生・中学生時代からの別の友人と組んで「ゆやゆよん」というコンビ名でアマチュア活動をしていたが、所属以前に仙台吉本が撤退した「ゆやゆよん」として「仙台夕やけ劇場」の素人コーナーに出演していた。仙台夕やけ劇場の閉鎖と共にゆやゆよんは解散。後に、一度は断られた伊達を改めて誘ったところ了承され、1998年（平成10年）9月に「親不孝」を結成。仙台で一緒に活動しており先に上京していた芸人仲間と同じホリプロ預かりとなるが、ネタ見せでの不満やトラブルなどが原因でホリプロを脱退。フリーになると同時にコンビ名を「銭と拳（かねとこぶし）」に改名。後に浜田ツトムが加わり現在の「サンドウィッチマン」となり、浜田の脱退後も伊達と同コンビ名で活動を続ける。
2009年（平成21年）4月2日、一般人の女性と結婚。
2011年（平成23年）3月11日、気仙沼市で『サンドのぼんやり〜ぬTV』のロケ中に東北地方太平洋沖地震が発生し、相方の伊達みきお、番組スタッフと被災した。スタッフの指示で安波山に避難したが、津波で町が浸水した後に火災が発生し、山を下りられない状態になった。その後、気仙沼市内のホテルのロビーに避難した。翌朝、無事であるとブログで報告し、東北放送へ向かう最中、『久米宏 ラジオなんですけど』に生出演した。東北放送到着後、実家へ寄り肉親の無事を確認。10時間かけて東京へ戻った。なお、富澤のブログのコメント欄は安否情報の連絡掲示板として開放されている。
2011年（平成23年）4月27日に長男、2015年（平成27年）6月9日に次男が誕生。
2015年（平成27年）12月には、『M-1グランプリ』において初の審査員を務めた。
2018年（平成30年）3月、『熱烈!ホットサンド!』（札幌テレビ放送）の番組企画として、同年10月開催の第13回札幌国際短編映画祭への出品に向けて映画監督デビューすることが発表された。サンドウィッチマンのコントにオリジナルストーリーを追加して短編映画化した『聞き込み』と『花嫁の手紙』の2本を制作し、同映画祭で特別上映が行われた。上映に先駆けて、オープニングイベントにて富澤に話題賞が贈られている。
2018年（平成30年）12月には、『M-1グランプリ』の審査員を3年ぶりに担当。以降、2023年まで6年連続で同大会の審査員を務めている。
2019年（令和元年）5月6日放送分の日本テレビ系『しゃべくり007』で精巣上体炎を発症していることを告白。左睾丸が拳ほどの大きさに肥大したという。

## 人物

### 趣味
- 実家で猫を飼っていたことがきっかけで猫が好きになった。
- 趣味はロールプレイングゲーム以外のビデオゲームで、特に「ウイニングイレブン」シリーズを好んでプレイし、ワールドサッカーも観戦する。その他にはデビルマンなどのフィギュア収集のほか、映画、稲川淳二の怪談、芸人の本や宇宙人雑誌を好む。
- 過去にサッカーアルゼンチン代表や地元のベガルタ仙台のユニフォームを着て、漫才をしている。サッカーアルゼンチン代表やアルゼンチン国内クラブのユニフォームコレクターである。
- 日本プロバスケットボールリーグの仙台89ERS、東北楽天ゴールデンイーグルスのファンで楽天の本拠地のシーズンシートも買っている。
- NFL のラスベガス・レイダース、NBAのデトロイト・ピストンズが好きで、営業ではNBAのユニフォームを着用することがある[17]。
- 筋肉少女帯のファンであり、中原中也を愛読していたのも大槻ケンヂの影響による。

### 嗜好
- カニ・サバは食べられないが、鮭・サンマは好物という。他にもメロンソーダや麻婆豆腐が好物。その一方で、イチゴが苦手。
- 伊達と同じく喫煙者であり、伊達が膀胱がんを患う以前は、互いの誕生日に煙草を贈り合っていた[18]。『アメリカンスピリット ライト』を嗜むが、自宅ではネオシーダーを吸っている。逆に後述通り、下戸で酒は全く飲めない。

### 特技
- 全商英語検定2級[19]。
- 漫画のようなリアクション芸やデフォルメされたイラストを描くことが得意。

### 体質
- 生まれつき右目が開きにくい体質[注 2]。今でも右目は文字が読めないほど視力が悪い。
- ヘルニアが持病[20]のため、直ぐに横になる癖がある。相方の伊達曰く、楽屋に入って直ぐに寝っころがったり、食事の際にも横になる。
- 酒類が全く飲めないほどの下戸であり[21]、カルアミルク2杯で吐いたことがある。よく飲み会に行く伊達とは正反対に、全く外出しない。
- 金属アレルギーで[22]、金属製のアクセサリーを装着すると皮膚が荒れてしまう。
- 持病に尿路結石があり、2025年6月には「もはや2年に1度くらいの恒例行事と化している」と報告している[23]。

### ファッション
- 相方伊達とは対照的に、髪型をよく変える。ブレイク前は互いの髪型が入れ替わっており、伊達と揃って金髪だった時期もあった。
- 好きなファッションブランドはCUNEで、ジーンズにウサギがプリントされている。
- サンバイザー・スカジャンを好んで着ている。ネクタイは締めると苦しいという理由で滅多にせず、ネクタイがプリントされた服で代用。コント中でつけている場合は緩めていることが多い。営業では大量に汗をかくという理由でリストバンドを付けている。

### 芸風
- ネタ作りはほぼ富澤が行っている。自分が経験したエピソードやその経験値を基に作ることが主で、それでないとダメだとこだわっている[5]。相方の伊達も「富澤は本当に天才だと思う。芸人辞めても普通に作家で食える」と語っている。また、『ドリームマッチ2011』で富澤とコンビを組んだフットボールアワーの後藤輝基は富澤が作ったネタを「完璧だ」と絶賛していた。実際に富澤×後藤組は、その年のベストカップル賞を受賞している。
- 漫才やコントにおいて、伊達の台詞に対して「ちょっと何言っているのか分かんない」というフレーズを返すのが定番となっている。
- 影響を受けた笑いは『スネークマンショー』『ボキャブラ天国』であり、自分にとってコントとは「血」、漫才は「肉」「骨」と考えている。
- 営業ではツッコミを入れながら積極的に喋り、観客とコミュニケーションを取る。
- ネタ中ではツッコまれると首を傾げたり、会釈をしたりする。言葉の間違いのボケでツッコまれた時は訂正する。

### 家族
- 父、富澤清は大手輸入食品会社支社長である[24]。
- 2人兄弟の次男で兄がいる。
- 愛妻家で、妻とは一日中メールをしている。

### エピソード
- 漫画『ビー・バップ・ハイスクール』に憧れて学ランを着られる高校に入りたかったものの、それでは親が納得しないため、説得するために何か代わりの理由を探さないとと考え、「オレはラグビーをやりたいからその学校を受けるんだ!」と親を納得させて、念願の学ランを着られる学校に入った。しかし、富澤が入学した年から制服がブレザーに変わったため、富澤曰く「入学した瞬間に夢も希望も無かった」とのこと。元は入学の理由付けだけでラグビーの知識もまったく無く入ったラグビー部は、コーチすらおらず、監督もルールを知らない人で練習にも参加しない、部の先輩が基本的に教えていた部活だったため、県内のラグビー強豪校の石巻工業に101対0で負ける有様だった(この試合でチームは途中棄権を申し出たが、審判に認められなかった)が、富澤は「授業に出ない日も部活だけ行ったりして、仲間と会うのが楽しかった」と語っている[25]。高校の卒業アルバムにはリーゼントヘアに剃り込みを入れ、さらにラグビー部だったにもかかわらず野球のバットを持って睨み付ける写真が載っている [26]。
- まだ売れていなかった30歳を目前にしていた頃に、「会社を辞めさせてまで伊達をお笑いに誘ったのは俺だし、ある意味伊達の人生を狂わせている。これで売れないままだったら申し訳ないじゃ済まされないし、そこは死んだら許してくれるのかな」と思い、自殺を考えた事があった[5]。その頃、伊達も普段とは違う富澤の様子から何かを感じ取っており、心身ともに限界に達していた富澤が「もうやめよう」と解散を持ち掛けた時はこのまま解散を受け入れたら富澤が自殺してしまうと思い「30歳になる1年間一生懸命やってみようよ」と言って富澤を引き止めた。
  - このエピソードはサンドウィッチマンの歴史を振り返る際に必ず紹介され、コンビの運命を変えた名言としても知られているが、伊達にとってこの言葉は富澤の自殺を思いとどまらせるための方便でしかなく、無名で業界にコネのない二人が売れるためにはライブに出続けるしかない状況に変わりはなかった。結局、30歳を過ぎても売れず、M-1優勝でブレイクを果たしたのは「30歳になる1年間」という約束から3年過ぎた33歳の時だった。

## 出演

### バラエティ
現在
- ゴルフメンタリー「サンドウィッチマン伊達とナイツショット!」（2023年6月2日 - 、ゴルフネットワーク） - ナレーター

過去
- 女子アナの罰（2012年7月16日 - 2014年3月26日、TBS） - ナレーター[27]
- M-1グランプリ（2015年・2018年 - 2023年、朝日放送テレビ・テレビ朝日系列）- 審査員[28]

### テレビドラマ
- 土曜ワイド劇場『刑事殺し』（2009年8月22日、ABCテレビ） -友永靖男 役
- 空飛ぶ広報室（2013年6月23日、TBS） - 最終話ゲスト・山本三等空佐 役
- 生きたい たすけたい（2014年3月11日、NHK） - 智弘 役[29]
- ごめんね青春! （2014年10月12日 -  12月21日、TBS） - 富永 役
- 勇者ヨシヒコと導かれし七人（2016年10月28日、テレビ東京） - 盗賊の前説 役
- カルテット（2017年1月17日 - 3月21日、TBS） - 谷村大二郎 役
- 精霊の守り人 悲しき破壊神（2017年3月18日、NHK総合） - オゴン 役
- 精霊の守り人 最終章（2018年1月6日、NHK総合）- オゴン 役
- BG〜身辺警護人〜（2018年2月22日、テレビ朝日）- 飲食店の店員 役
- 大恋愛〜僕を忘れる君と（2018年10月12日 - 12月14日、TBS） - 木村明男 役[30]
- マイファミリー（2022年4月10日 - 6月12日、TBS） - 吉乃栄太郎 役[31][32]
- 南くんが恋人!?（2024年7月16日 - 9月10日、テレビ朝日） - 堀切たけし 役[33]

### テレビアニメ
- GON -ゴン-（2012年） - リーダー 役（声の出演）[34]

### ゲーム
- 魁!!男塾 〜日本よ、これが男である!〜 初回封入特典（2014年2月27日） - 本人 役（声の出演）

### 映画
- 銀色の雨（2009年） - 魚屋・小島 役[35]
- アイネクライネナハトムジーク（2019年）[36]

### 劇場アニメ
- とある飛空士への追憶（2011年） - 千々石武夫 役[37]
- 岬のマヨイガ（2021年） - 北上川の河童 役[38]
- 映画ドラえもん のび太の絵世界物語（2025年） - 評論家 役[39]

### CM
- 雪見だいふく（ロッテアイス） - 冷蔵庫 役（声の出演）
- 日産・ノート（日産自動車）
- 住友生命（飲食店で1UP）篇 -店主Tさん役   （2017年）
- ユーキャン

### PV
- スキマスイッチ「Hello Especially」（2013年）[40]

## 作品

### 著書
- ちょっと何書いてんのかわかんないです……!!（2008年12月1日、講談社）[41]

### 脚本
- 独眼竜 花嫁道中（2015年7月29日、NHK BSプレミアム）

### 短編映画
- 聞き込み（2018年） - 監督
- 花嫁の手紙（2018年） - 監督・出演

### 作詞
- エール（2015年、作曲・大友ジュン）